# تشارلز أ. بيرد
تشارلز أ. بيرد (بالإنجليزية: Charles A. Beard)‏ هو ناشط سلام ومؤرخ وأستاذ جامعي أمريكي، ولد في 27 نوفمبر 1874 في كنايتستاون في الولايات المتحدة، وتوفي في 1 سبتمبر 1948 في نيو هيفن في الولايات المتحدة.
بصفته رمزًا للمدرسة التقدمية للترجمة التاريخية، عانى بيرد من تراجع سمعته خلال الحرب الباردة عندما أسقط معظم المؤرخين افتراض الصراع الاقتصادي للطبقات الاجتماعية. خلُص المؤرخ ريتشارد هوفستاتر في عام 1969 إلى أن «سمعة بيرد اليوم، تقف كالآثار المهيبة في مشهد التأريخ الأمريكي. ما كان ذات يوم أعظم منزل في المقاطعة، أمسى بقايا ناجية مدمرة». مع ذلك، أشاد هوفستاتر ببيرد بقوله «لقد كان الأول بين المؤرخين الأمريكيين بين أبناء جيله، أو حتى بين أبناء أي جيل آخر، في مجال البحث عن الماضي المفيد».
وعلى العكس من ذلك، اعتقد السير دينيس بروغان أن السبب وراء تراجع شعبية بيرد خلال الحرب الباردة لم يكن امتلاكه وجهات نظر خاطئة، بل كان بسبب عدم استعداد الأمريكيين لسماعها. في عام 1965، كتب بروغان، «بدا الاقتراح القائل بأن الدستور كان محاولة ناجحة لكبح جماح الديموقراطية المفرطة، لانتصاره للملكيات (و) للأعمال التجارية الضخمة، كفرًا بالنسبة للكثيرين وعملًا يقترب من مستوى الخيانة في زمن أزمة خطيرة انقضت خلالها الممارسات السياسية الأمريكية والإيمان السياسي الأمريكي».

## سيرة حياته

### الشباب
وُلد تشارلز أوست بيرد في منطقة حزام الذرة داخل ولاية إنديانا الأمريكية في عام 1874. كان والده مزارعًا ومقاولًا ومصرفيًا بدوام جزئي وسمسار عقارات. عمل تشارلز خلال سنوات شبابه في مزرعة العائلة، والتحق بمدرسة سبيسلاند أكاديمي المحلية التابعة لجمعية الأصدقاء الدينية. طُرد تشارلز من المدرسة لأسباب غير واضحة، إلّا أنه تخرج من مدرسة نايتستاون الثانوية العامة في عام 1891. وبعد بضعة سنوات، أدار تشارلز مع أخيه صحيفة محلية ذات توجهات محافظة. دعم الأخوان في صحيفتهما الحزب الجمهوري وأيدوا حركة منع الكحول. التحق بيرد بجامعة ديباو الميثودية القريبة من منزله، وتخرج منها عام 1898. خلال سنوات دراسته في الكلية، عمل بيرد في تحرير صحيفة الكلية، وكان أيضًا نشطًا في المحاضرات والمناظرات.
تزوج بيرد زميلته ماري ريتر في عام 1900. بصفتها مؤرخة، اشتملت اهتمامات ريتر البحثية على مجالات النسوية والحركة النقابية العمالية (المرأة بصفتها القوة في التاريخ، 1946). تعاون بيرد مع زوجته ريتر في كتابة العديد من المؤلفات. 

### جامعة أكسفورد
في عام 1899، انتقل بيرد إلى إنجلترا لمتابعة الدراسات العليا في جامعة أكسفورد تحت إشراف المؤرخ الإنجليزي، فريدريك يورك باول. تعاون بيرد مع والتر فرومان في تأسيس مدرسة راسكين هول التي كان من المفترض لها أن تكون متاحة للعمال. تشترط المدرسة على طلابها إنجاز مختلف أنواع الأعمال الإدارية في المدرسة مقابل تكليفهم بدفع رسوم دراسية منخفضة. درس بيرد للمرة الأولى في مدرسة روسكين هول، وألقى عدة محاضرات أمام العاملين في المدن الصناعية للترويج لمدرسته وللتشجيع على الالتحاق بالدورات الدراسية. 

### جامعة كولومبيا
عادت عائلة بيرد إلى الولايات المتحدة في عام 1902، حيث تابع تشارلز دراساته العليا في جامعة كولومبيا، وحصل في عام 1904 على درجة الدكتوراه في التاريخ، وانضم إلى هيئة التدريس في الجامعة بصفته محاضر فور حصوله على شهادة الدكتوراه. عمل بيرد على تجميع مجموعة كبيرة من المقالات الاقتباسات في مجلد واحد (حمل عنوان «مقدمة حول لمؤرخين الإنجليز» 1906)، بهدف تسهيل عملية تزويد الطلاب بمواد القراءة التي كانت شحيحة في تلك الفترة. أصبح هذا النوع من الملخصات شائعًا جدًا في العقود اللاحقة، إلّا أنه كان ابتكارًا فريدًا من نوعه في ذلك الوقت. 
بدأ بيرد، المؤلف النشط للكتب العلمية والمدرسية والمقالات الخاصة بالمجلات السياسية، يرى تطور وازدهار حياته المهنية أمام عينيه. انتقل بعدها من قسم التاريخ إلى قسم القانون العام ثم إلى قسم السياسية والحكومة. درّس بيرد أيضًا مقررًا له صلة بالتاريخ الأمريكي في كلية بارنارد في نيويورك. درب بيرد، إلى جانب عمله في مجال التدريس، فريق المناظرة في الكلية، ووضع عدة مؤلفات في مجال العلاقات العامة، وخاصة الإصلاح البلدي.

### التفسير الاقتصادي
من بين عدة أعمال وضعها بيرد خلال سنوات عمله في جامعة كولومبيا، كان كتاب التفسير الاقتصادي لدستور الولايات المتحدة الأمريكية (1913)، الذي يفسر كيفية تأثير المصالح الاقتصادية لأعضاء الاجتماع الدستوري على أصواتهم، أكثر أعماله إثارة للجدل. أكد بيرد في كتابه هذا على مبدأ القطبية يبن المزارعين والمصالح التجارية. استنكر العديد من الأكاديميين والسياسيين هذا الكتاب، لكنه حظي بدرجة عالية من الاحترام من قبل العلماء، حتى طُعن فيه في خمسينيات القرن العشرين. 

### استقالته من الجامعة خلال الحرب العالمية الأولى
أيد تشارلز أوستن بيرد مشاركة الولايات المتحدة الأمريكية بالحرب العالمية الأولى بشدة. 
استقال بيرد من جامعة كولومبيا في 8 أكتوبر من عام 1917، متهمًا الجامعة بأنها «تقع تحت سيطرة مجموعة صغيرة ونشطة من الأمناء الذين ليس لهم أي مكانة في حقل التعليم» واتهم القائمين على الجامعة بأنهم «رجعيون وعديمو الرؤى السياسية ومحدودو التفكير الديني وبأنهم يعودون للعصور الوسطى». وقال «أنا مقتنع تمامًا بأنه بينما لا أزال أتقاضى راتبًا بصفتي أحد القائمين على جامعة كولومبيا، لا يمكنني القيام بدوري في تأييد الرأي العام الداعم للحرب على الإمبراطورية الألمانية بفعالية». بعد سلسلة من الانسحابات التي وقعت داخل الهيئة التدريسية في جامعة كولومبيا نتيجة خلافات حول الحرية الأكاديمية، استقال صديق بيرد، جيمس هارفي روبنسون، أيضًا من جامعة كولومبيا في شهر مايو من عام 1919، ليصبح بعدها أحد مؤسسي المدرسة الحديثة للأبحاث الاجتماعية ويشغل منصب أول مدير لها. 

### عالم مستقل
بعد مغادرته جامعة كولومبيا، لم يسعَ بيرد للحصول على أي منصب أكاديمي دائم إذ عاش مع زوجته بعد انسحابه من الهيئة التدريسية لجامعة كولومبيا على أرباح مبيعات الكتب التي ألفها الزوجان، إضافة إلى أرباح مزرعة الألبان التي كانا يديرانها في ريف ولاية كونيتيكيت والتي جذبت العديد من الزوار الأكاديميين. 

## وصلات خارجية
- تشارلز أ. بيرد على موقع الموسوعة البريطانية (الإنجليزية)
- تشارلز أ. بيرد على موقع إن إن دي بي (الإنجليزية)